# Sway, Hampshire
Sway är en ort och civil parish i distriktet New Forest i Hampshire i England. Orten har 3 448 invånare (2011). Byn nämndes i Domedagsboken (Domesday Book) år 1086, och kallades då Suie.